# روبن ويفر
روبن ويفر (بالإنجليزية: Robin Weaver)‏ هي ممثلة بريطانية، ولدت في 1970.

## أفلام مختارة
مكان للهروب (1989م)
المرأة ذات الرداء الأسود (1989م)
كارول، دمية عيد الميلاد (1992م)
عرض كاثرين تيت (2005م)
بيتر بان يرتدي القرمزي (راديو ، 2006م)
المتداخلون (مسلسل تلفزيوني ، 2008م -2010م)
فيلم المترددون (2011م)
فيلم المترددون الجزء الثاني (2014م)
المرآة السوداء ذات الطول "عيد الميلاد الأبيض"(2014م)

## وصلات خارجية
- روبن ويفر على موقع IMDb (الإنجليزية)
- روبن ويفر على موقع قاعدة بيانات الفيلم (الإنجليزية)